# غابة المعالمة
غابة المعالمة أو غابة أولاد منيدل هي غابة تقع في المعالمة في منطقة متيجة بولاية الجزائر العاصمة، تدار هذه الغابة من قبل مديرية الغابات في الجزائر العاصمة (CFA) تحت إشراف المديرية العامة للغابات (DGF).

## خلفية
الغابة عبارة عن غابة صخرية تقع جنوب شرق مدينة المعالمة. تقلصت إلى 9.5 هكتار (23 أكر) بسبب التوسع العمراني.

## التشجير

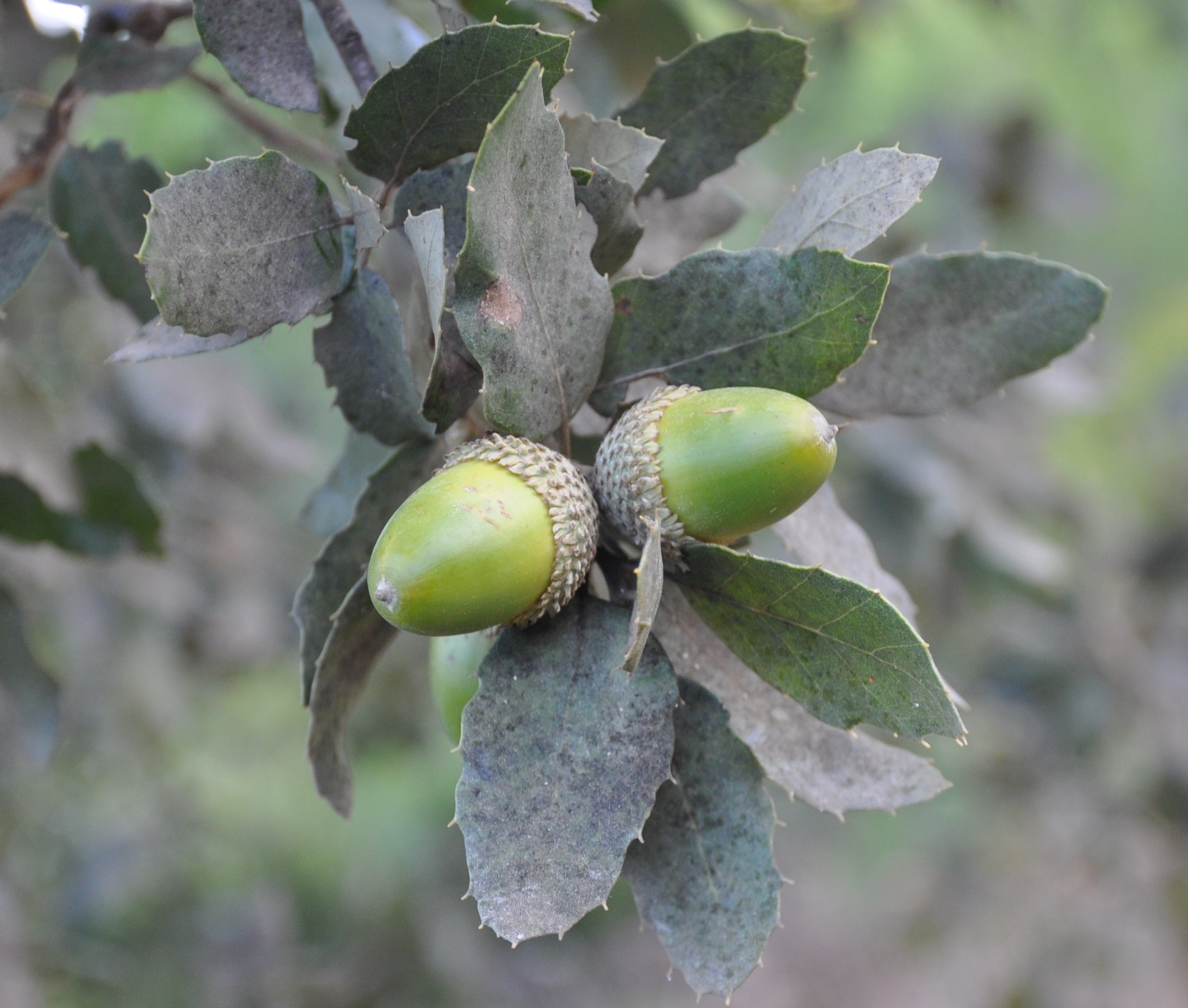
ثمار سنديان فليني

استفادت الغابة من خطة إعادة التشجير الوطنية. حيث قامت اللجنة بزراعة 1000 شجرة في عام 2013، وهي جزء من برنامج تنمية البيئة وإعادة تكوين مناطق الغابات التي دمرتها العوامل الخارجية، تحت إشراف مديرية الغابات والحزام الأخضر.
وإن 1000 شجيرة مزروعة على مساحة 9 هكتار (22 أكر)، هي جزء من برنامج معالجة مستجمعات المياه في أودية الجزائر، وركزت على اختيار أنواع الأشجار للزراعة على الأنواع السائدة، وهي الصنوبر الحلبي والسرو والسنديان الفليني.

## الحياة البرية
تتميز حيواناتها بتنوعها الحيواني من وجود الطيور والحشرات.

### الثديات

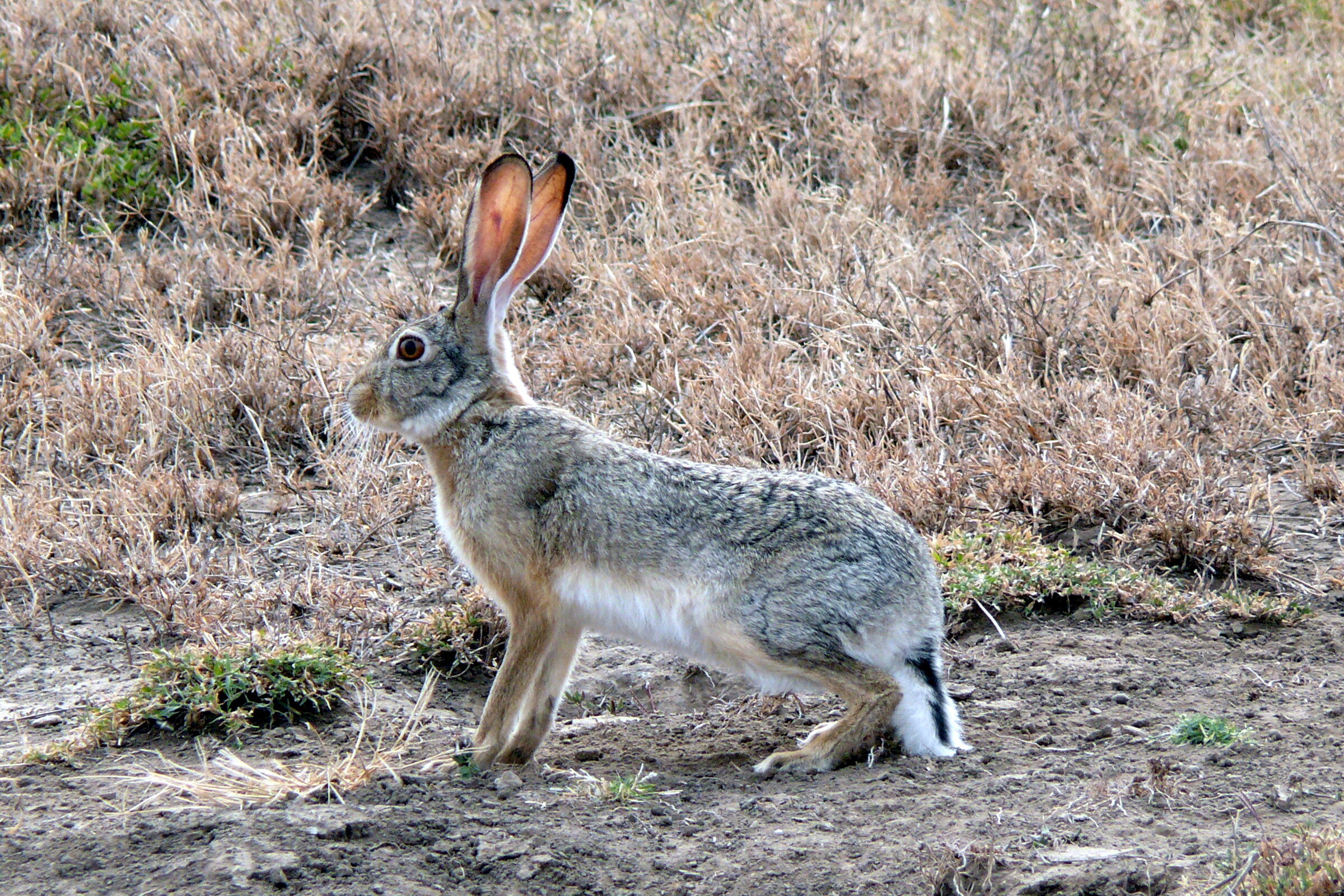
قواع صحراوي

- قنفذ شمال إفريقيا (الاسم العلمي: Atelerix algirus)
- الأرنب الأوروبي (الاسم العلمي: Oryctolagus cuniculus).[9]

- الخنزير البري (الاسم العلمي: Sus scrofa)

## الموقع
تقع الغابة على بعد 18 كم شرق الجزائر العاصمة، و 70 كم شرق تيبازة و 4 كم من البحر الأبيض المتوسط. تقع ببلدية المعالمة بولاية الجزائر.